# 黒田真友香
黒田 真友香（くろだ まゆか、1996年10月7日 - ）は、日本の女性ファッションモデル。
兵庫県出身。夫はプロサッカー選手の小野瀬康介。

## 来歴
1996年10月7日12時ごろ、兵庫県に生まれる。兵庫県には小学2年生まで住んでいた。家族構成は父、母、弟。
2009年、『Hana*Chu→』ニューフェイスオーディション最終選考にて落選後、第17回ピチモオーディションでグランプリを受賞し、ファッション雑誌『ピチレモン』（学研）の専属モデルとして同年6月号より活動。モデルになろうと思ったきっかけは「可愛い洋服をいっぱい着たい」と思ったことと、元々そういった職業に興味があったから。2012年9月号で卒業した。『ピチレモン』のウェブ公式サイトのプロフィールでは福岡県出身となっていたが、本人曰く在住地が福岡県北九州市であった。
2009年5月1日、アメーバブログにてオフィシャルブログ『真友香のすまいるNEWS』開設、更新開始。
2016年、「週刊ヤングジャンプ」のグラビア新星発掘グランプリ「ゲンセキ2016」エントリー。
2023年8月7日、プロサッカー選手の小野瀬康介と結婚したことを報告した。

## 人物
- 特技は新体操[14]。ブログでもY字バランスなど体が柔軟なところを披露している[15]。

## 出演

### SHOW
- ワンライフモデルオーディション ファイナリスト（2013年）
- Girls Award
- 日本女子博覧会
- 関西コレクション

### テレビ番組
- 21世紀エジソン「見た目でジャッジ」（TBS、2008年6月17日・6月24日）
- 大阪ほんわかテレビ 「情報喫茶室」コーナー（読売テレビ）
- 朝生ワイド す・またん! 中継コーナーなど（読売テレビ）

### CM
- タウンページ（2008年）
- Wii web CM
- プリンスホテル
- ニッセン「プチベリーカタログ」

## 書籍

### 雑誌
- ピチレモン（2009年6月号 - 2012年9月号、学研）専属モデル